# Saison 1977-1978 de l'AS Saint-Étienne
Chronologie
Saison précédente Saison suivante
Cette page présente la saison 1977-1978 de l'AS Saint-Étienne. Le club évolue en Division 1, en Coupe de France et enfin en Coupe des vainqueurs de Coupe.

## Résumé de la saison
- Le club termine à la 7e place du championnat.
- Saison de transition avec des éliminations en 16èmes de finale en Coupe de France et en Coupe d'Europe.
- Patrick Revelli termine meilleur buteur du club avec 8 (petits) buts, toutes compétitions confondues.
- Côté joueurs, beaucoup de mouvements. Au rayon des départs, fin de l'aventure pour Jean-Michel Larqué qui quitte son club pour le Paris SG. Au niveau des arrivées, de nombreux joueurs du centre de formation font leur première apparition. C'est le cas notamment de Laurent Roussey et Patrice Garande. Le plus important transfert inter-club est la venue de Jacques Zimako.

## Équipe professionnelle

### Transferts
Sont considérés comme arrivées, des joueurs n’ayant pas joué avec l’équipe 1 la saison précédente.
| Nom                  | Nationalité | Poste             | Transfert | Provenance/Destination | Division                        |
| -------------------- | ----------- | ----------------- | --------- | ---------------------- | ------------------------------- |
| Arrivées             |             |                   |           |                        |                                 |
| François Blin        |             | Gardien           | Transfert | FC Gueugnon            | Division 2                      |
| Jacques Borel        |             | Milieu de terrain | Transfert | Formé au club          | -                               |
| Jean-Luc Fournier    |             | Milieu de terrain | Transfert | Formé au club          | -                               |
| Olivier Roussey      |             | Milieu de terrain | Transfert | Formé au club          | -                               |
| Patrick Rampillon    |             | Milieu de terrain | Transfert | Reims                  | Division 1                      |
| Didier Derigon       |             | Attaquant         | Transfert | Formé au club          | -                               |
| André Barthélemy     |             | Attaquant         | Transfert | SCO Angers             | Division 1                      |
| Laurent Roussey      |             | Attaquant         | Transfert | Formé au club          | -                               |
| Patrice Garande      |             | Attaquant         | Transfert | Formé au club          | -                               |
| Jacques Zimako       |             | Attaquant         | Transfert | SC Bastia              | Division 1                      |
| Départs              |             |                   |           |                        |                                 |
| Esad Dugalic         |             | Gardien           | -         | -                      | Joue quelques matchs en réserve |
| Jean-Michel Larqué   |             | Milieu de terrain | Transfert | Paris SG               | Division 1                      |
| Félix Lacuesta       |             | Milieu de terrain | Transfert | SC Bastia              | Division 1                      |
| Jean-François Larios |             | Milieu de terrain | Prêt      | SC Bastia              | Division 1                      |
| Dominique Vésir      |             | Milieu de terrain | Transfert | SC Bastia              | Division 1                      |
| Jean-Marc Schaer     |             | Attaquant         | Transfert | AJ Auxerre             | Division 2                      |

## Effectif professionnel

### Championnat

#### Matchs allers
| Date       | N o | Adversaire             | Lieu | Résultat | Buteurs pour Saint-Étienne                           | Points | Classement |
| ---------- | --- | ---------------------- | ---- | -------- | ---------------------------------------------------- | ------ | ---------- |
| 03/08/1977 | J01 | Bordeaux               | Ext. | 2 – 2    | Synaeghel 47e, Piazza 73e                            | 1      | 10         |
| 09/08/1977 | J02 | Olympique de Marseille | Dom. | 2 - 0    | Revelli P. 42e, Bathenay 63e                         | 3      | 6          |
| 16/08/1977 | J03 | Stade de Reims         | Ext. | 0 –0     | -                                                    | 4      | 7          |
| 19/08/1977 | J04 | OGC Nice               | Dom. | 1 - 2    | Barthelemy 2e                                        | 4      | 9          |
| 30/08/1977 | J05 | US Valenciennes-Anzin  | Ext. | 1 – 1    | Synaeghel 57e                                        | 5      | 11         |
| 02/09/1977 | J06 | RC Strasbourg          | Dom. | 4 - 3    | Bathenay 5e, Zimako 22e, Santini 58e, Revelli P. 88e | 7      | 6          |
| 09/09/1977 | J07 | Olympique lyonnais     | Ext. | 2 –2     | Barthelemy 73e, Sarramagna 82e                       | 8      | 6          |
| 17/09/1977 | J08 | FC Nantes              | Dom. | 2 - 1    | Santini 25e, Rocheteau 55e                           | 10     | 4          |
| 23/09/1977 | J09 | FC Rouen               | Ext. | 1 - 2    | Revelli P. 10e, Sarramagna 15e                       | 12     | 3          |
| 30/09/1977 | J10 | Nîmes Olympique        | Dom. | 2 - 1    | Revelli P. 14e, Sarramagna 63e                       | 13     | 3          |
| 11/10/1977 | J11 | FC Metz                | Ext. | 0 - 2    | Sarramagna 10e (pen.), Santini 18e                   | 15     | 3          |
| 14/10/1977 | J12 | FC Sochaux             | Dom. | 3 - 1    | Santini 41e, Bathenay 44e, Sarramagna 52e (pen.)     | 17     | 3          |
| 22/10/1977 | J13 | Stade lavallois        | Ext. | 1 - 0    | -                                                    | 17     | 3          |
| 28/10/1977 | J14 | RC Lens                | Dom. | 0 - 1    | -                                                    | 17     | 4          |
| 09/11/1977 | J16 | Paris-Saint-Germain FC | Ext. | 4 - 1    | Barthelemy 9e                                        | 17     | 7          |
| 19/11/1977 | J17 | AS Monaco FC           | Dom. | 1 - 0    | Bathenay 75e                                         | 19     | 6          |
| 26/11/1977 | J18 | Bastia                 | Ext. | 2 - 0    | -                                                    | 19     | 6          |
| 30/11/1977 | J19 | AS Nancy Lorraine      | Dom. | 2 - 1    | Raczinski 65e (csc), Rocheteau 88e                   | 21     | 7          |
| 15/04/1978 | J15 | Troyes AF              | Ext. | 1 - 0    | -                                                    | 21     | 5          |

#### Matchs retours
| Date       | N o | Adversaire             | Lieu | Résultat | Buteurs pour Saint-Étienne                                | Points | Classement |
| ---------- | --- | ---------------------- | ---- | -------- | --------------------------------------------------------- | ------ | ---------- |
| 04/12/1977 | J20 | Olympique de Marseille | Ext. | 3 - 0    | -                                                         | 21     | 6          |
| 10/12/1977 | J21 | Stade de Reims         | Dom. | 2 - 0    | Synaeghel 27e, Rocheteau 64e                              | 23     | 6          |
| 08/01/1978 | J23 | US Valenciennes-Anzin  | Dom. | 2 - 1    | Revelli P. 4e, Rocheteau 84e                              | 25     | 7          |
| 15/01/1978 | J24 | RC Strasbourg          | Ext. | 2 - 0    | -                                                         | 25     | 7          |
| 18/01/1978 | J22 | OGC Nice               | Ext. | 2 - 1    | Bathenay 33e                                              | 25     | 7          |
| 22/01/1978 | J25 | Olympique lyonnais     | Dom. | 1 - 0    | Rocheteau 55e                                             | 27     | 9          |
| 03/02/1978 | J26 | FC Nantes              | Ext. | 1 - 0    | -                                                         | 27     | 10         |
| 15/02/1978 | J28 | Nîmes Olympique        | Ext. | 0 – 0    | -                                                         | 28     | 9          |
| 22/02/1978 | J27 | FC Rouen               | Dom. | 2 - 1    | Santini 26e, Lopez 84e                                    | 30     | 7          |
| 26/02/1978 | J29 | FC Metz                | Dom. | 2 - 0    | Revelli H. 42e, Lopez 64e                                 | 32     | 7          |
| 05/03/1978 | J30 | FC Sochaux             | Ext. | 2 - 3    | Revelli P. 1re, Derigon 26e 51e                           | 34     | 6          |
| 11/03/1978 | J31 | Stade lavallois        | Dom. | 1 - 0    | Revelli P. 37e                                            | 36     | 4          |
| 25/03/1978 | J32 | RC Lens                | Ext. | 2 - 0    | -                                                         | 36     | 6          |
| 05/04/1978 | J33 | Troyes AF              | Dom. | 1 - 0    | Barthelemy 45e                                            | 38     | 5          |
| 08/05/1978 | J34 | Paris-Saint-Germain FC | Dom. | 1 – 1    | Revelli P. 24e                                            | 40     | 5          |
| 21/04/1978 | J35 | AS Monaco FC           | Ext. | 3 - 1    | Roussey 37e                                               | 40     | 5          |
| 01/05/1978 | J37 | AS Nancy Lorraine      | Ext. | 2 - 1    | Roussey 82e                                               | 40     | 9          |
| 03/05/1978 | J36 | Bastia                 | Dom. | 0 - 4    | -                                                         | 40     | 7          |
| 06/05/1978 | J38 | Bordeaux               | Dom. | 5 - 0    | Repellini 5e, Zimako 21e 46e , Roussey 55e, Synaeghel 74e | 42     | 7          |

#### Classement final
En cas d'égalité entre deux clubs, le premier critère de départage est la différence de buts.
| Rang | Équipe                   | Pts | J  | G  | N  | P  | Bp | Bc | Diff |
| ---- | ------------------------ | --- | -- | -- | -- | -- | -- | -- | ---- |
| 1    | AS Monaco P              | 53  | 38 | 22 | 9  | 7  | 79 | 46 | +33  |
| 2    | FC Nantes T              | 52  | 38 | 21 | 10 | 7  | 60 | 26 | +34  |
| 3    | RC Strasbourg P          | 50  | 38 | 19 | 12 | 7  | 70 | 40 | +30  |
| 4    | Olympique de Marseille   | 47  | 38 | 20 | 7  | 11 | 70 | 41 | +29  |
| 5    | SEC Bastia               | 44  | 38 | 19 | 6  | 13 | 62 | 44 | +18  |
| 6    | AS Nancy Lorraine C      | 43  | 38 | 17 | 9  | 12 | 63 | 49 | +14  |
| 7    | AS Saint-Étienne         | 42  | 38 | 18 | 6  | 14 | 50 | 49 | +1   |
| 8    | OGC Nice                 | 41  | 38 | 17 | 7  | 10 | 72 | 70 | +2   |
| 9    | FC Sochaux               | 40  | 38 | 15 | 10 | 13 | 65 | 54 | +11  |
| 10   | Stade lavallois          | 37  | 38 | 15 | 7  | 16 | 50 | 58 | -8   |
| 11   | Paris-Saint-Germain FC   | 36  | 38 | 14 | 8  | 16 | 75 | 66 | +9   |
| 12   | FC Metz                  | 35  | 38 | 13 | 9  | 16 | 41 | 57 | -16  |
| 13   | Nîmes Olympique          | 33  | 38 | 11 | 11 | 16 | 49 | 63 | -14  |
| 14   | US Valenciennes-Anzin    | 32  | 38 | 11 | 10 | 17 | 48 | 58 | -10  |
| 15   | Stade de Reims           | 32  | 38 | 11 | 10 | 17 | 42 | 55 | -13  |
| 16   | FC Girondins de Bordeaux | 32  | 38 | 12 | 8  | 18 | 46 | 69 | -23  |
| 17   | Olympique lyonnais       | 31  | 38 | 12 | 7  | 19 | 56 | 59 | -3   |
| 18   | RC Lens                  | 31  | 38 | 12 | 7  | 19 | 56 | 71 | -15  |
| 19   | Troyes AF                | 31  | 38 | 11 | 9  | 18 | 41 | 69 | -28  |
| 20   | FC Rouen P               | 18  | 38 | 6  | 6  | 26 | 40 | 91 | -51  |

Victoire à 2 points
Qualifications européennes
Coupe des clubs champions européens
- 1er : tour préliminaire

Coupe d'Europe des vainqueurs de coupe
- Vainqueur de la Coupe de France : 1er tour (1/16 de finale)

Coupe UEFA
- 2e et 3e : 1er tour (1/32 de finale)

Relégation
- 18e, 19e et 20e : relégation en Division 2

Abréviations
T : Tenant du titre

C : Vainqueur de la Coupe de France 1977-78

P : Promus de Division 2
- Les vainqueurs des deux groupes de D2, le Lille OSC et l'Angers SCO, obtiennent la montée directe en D1. Les deux deuxièmes des groupes se disputent la montée, et c'est le Paris FC qui remporte ce barrage face au RCFC Besançon (3-1 puis 3-0), et prend la troisième place d'accès à la D1.

### Coupe de France

#### Tableau récapitulatif des matchs
| Date       | N o                     | Adversaire | Lieu                                  | Résultat        | Buteurs pour Saint-Étienne | Suite                               |
| ---------- | ----------------------- | ---------- | ------------------------------------- | --------------- | -------------------------- | ----------------------------------- |
| 29/01/1978 | 32èmes de finale        | Angers     | Stade Francis-Rongiéras, Périgueux    | 0 – 0 (1-3 tab) | -                          | Qualifiés pour les 16èmes de finale |
| 02/03/1978 | 16èmes de finale aller  | FC Sochaux | Stade Auguste-Bonal, Sochaux          | 0 – 0           | -                          | -                                   |
| 14/03/1978 | 16èmes de finale retour | FC Sochaux | Stade Geoffroy-Guichard,Saint-Étienne | 2 – 2           | Roussey 8e (pen.) 10e      | Éliminés                            |

### Coupe d'Europe des vainqueurs de coupe

#### Tableau récapitulatif des matchs
| Date       | N o                     | Adversaire     | Lieu                                  | Résultat | Buteurs pour Saint-Étienne | Suite    |
| ---------- | ----------------------- | -------------- | ------------------------------------- | -------- | -------------------------- | -------- |
| 14/09/1977 | 16èmes de finale aller  | Manchester Utd | Stade Geoffroy-Guichard,Saint-Étienne | 1 – 1    | Synaeghel 79e              | -        |
| 05/10/1977 | 16èmes de finale retour | Manchester Utd | Home Park,Plymouth                    | 2 - 0    | -                          | Éliminés |

### Statistiques

#### Équipe-type
| \| Curkovic Farison Janvion (Repellini) Piazza Lopez Santini Synaeghel Bathenay (H.Revelli) P.Revelli Rocheteau Sarramagna (Zimako) \| Équipe-type de la saison 1977-1978 |
| Curkovic Farison Janvion (Repellini) Piazza Lopez Santini Synaeghel Bathenay (H.Revelli) P.Revelli Rocheteau Sarramagna (Zimako)                                          |

#### Buteurs
| Place | Nom                  | Division 1 | Coupe de France | Coupe des Vainqueurs de Coupe | TOTAL des BUTS |
| 1     | Patrick Revelli      | 8 buts     | -               | -                             | 8 buts         |
| 2     | Dominique Bathenay   | 5 buts     | -               | -                             | 5 buts         |
| 2     | Jacques Santini      | 5 buts     | -               | -                             | 5 buts         |
| 2     | Christian Synaeghel  | 4 buts     | -               | 1 but                         | 5 buts         |
| 2     | Christian Sarramagna | 5 buts     | -               | -                             | 5 buts         |
| 2     | Dominique Rocheteau  | 5 buts     | -               | -                             | 5 buts         |
| 2     | Laurent Roussey      | 3 buts     | 2 buts          | -                             | 5 buts         |
| 8     | André Barthelemy     | 4 buts     | -               | -                             | 4 buts         |
| 9     | Jacques Zimako       | 3 buts     | -               | -                             | 3 buts         |
| 10    | Christian Lopez      | 2 buts     | -               | -                             | 2 buts         |
| 10    | Didier Derigon       | 2 buts     | -               | -                             | 2 buts         |
| 12    | Pierre Repellini     | 1 but      | -               | -                             | 1 but          |
| 12    | Oswaldo Piazza       | 1 but      | -               | -                             | 1 but          |
| 12    | Hervé Revelli        | 1 but      | -               | -                             | 1 but          |
| #     | contre son camp      | 1 but      | -               | -                             | 1 but          |
| Total | 15 buteurs           | 50 buts    | 2 buts          | 1 but                         | 53 buts        |

Date de mise à jour : le 11 juin 2015.

#### Affluences
395 366 spectateurs ont assisté à une rencontre au stade cette saison, soit une moyenne de 18 826 par match.
21 rencontres ont eu lieu à Geoffroy-Guichard durant la saison.

Affluence de l'AS Saint-Étienne à domicile

### Équipe de France
4  stéphanois auront les honneurs de l’Équipe de France cette saison : Gérard Janvion (8 sélections) , Christian Lopez  (7 sélections), Dominique Bathenay  avec 6 sélections et Dominique Rocheteau avec 5 sélections. Chacun de ses joueurs est sélectionné pour la Coupe du monde 1978 en Argentine.
| Joueurs             | Position          | Date       | Lieu              | Adversaire | Type rencontre                | Score | Temps de jeu | Buts | Cartons |
| Gérard Janvion      | Défenseur         | 08.10.1977 | Paris             | URSS       | Amical                        | 0 – 0 | 90           | -    |         |
| Gérard Janvion      | Défenseur         | 16.11.1977 | Paris             | Bulgarie   | Qualifications Coupe du monde | 3 - 1 | 90           | -    |         |
| Gérard Janvion      | Défenseur         | 08.02.1978 | Naples            | Italie     | Amical                        | 2 – 2 | 90           | -    |         |
| Gérard Janvion      | Défenseur         | 08.03.1978 | Paris             | Portugal   | Amical                        | 2 - 0 | 90           | -    |         |
| Gérard Janvion      | Défenseur         | 11.05.1978 | Toulouse          | Iran       | Amical                        | 2 - 1 | 90           | -    |         |
| Gérard Janvion      | Défenseur         | 19.05.1978 | Villeneuve-d'Ascq | Tunisie    | Amical                        | 2 - 0 | 90           | -    |         |
| Gérard Janvion      | Défenseur         | 02.06.1978 | Mar del Plata     | Italie     | Coupe du monde                | 2 - 1 | 90           | -    |         |
| Gérard Janvion      | Défenseur         | 10.06.1978 | Mar del Plata     | Hongrie    | Coupe du monde                | 3 - 1 | 90           | -    |         |
| Christian Lopez     | Défenseur         | 08.02.1978 | Naples            | Italie     | Amical                        | 2 – 2 | 16           | -    |         |
| Christian Lopez     | Défenseur         | 08.03.1978 | Paris             | Portugal   | Amical                        | 2 - 0 | 56           | -    |         |
| Christian Lopez     | Défenseur         | 01.04.1978 | Paris             | Brésil     | Amical                        | 1 - 0 | 90           | -    |         |
| Christian Lopez     | Défenseur         | 11.05.1978 | Toulouse          | Iran       | Amical                        | 2 - 1 | 32           | -    |         |
| Christian Lopez     | Défenseur         | 19.05.1978 | Villeneuve-d'Ascq | Tunisie    | Amical                        | 2 -0  | 90           | -    |         |
| Christian Lopez     | Défenseur         | 06.06.1978 | Bueno Aires       | Argentine  | Coupe du monde                | 2 - 1 | 90           | -    |         |
| Christian Lopez     | Défenseur         | 10.06.1978 | Mar del Plata     | Hongrie    | Coupe du monde                | 3 - 1 | 90           | 23e  |         |
| Dominique Bathenay  | Milieu de terrain | 16.11.1977 | Paris             | Bulgarie   | Qualifications Coupe du monde | 3 - 1 | 90           | -    |         |
| Dominique Bathenay  | Milieu de terrain | 08.02.1978 | Naples            | Italie     | Amical                        | 2 – 2 | 90           | 50e  |         |
| Dominique Bathenay  | Milieu de terrain | 11.05.1978 | Toulouse          | Iran       | Amical                        | 2 - 1 | 45           | -    |         |
| Dominique Bathenay  | Milieu de terrain | 19.05.1978 | Villeneuve-d'Ascq | Tunisie    | Amical                        | 2 -0  | 90           | -    |         |
| Dominique Bathenay  | Milieu de terrain | 06.06.1978 | Bueno Aires       | Argentine  | Coupe du monde                | 2 - 1 | 90           | -    |         |
| Dominique Bathenay  | Milieu de terrain | 10.06.1978 | Mar del Plata     | Hongrie    | Coupe du monde                | 3 - 1 | 90           | -    |         |
| Dominique Rocheteau | Attaquant         | 08.10.1977 | Paris             | URSS       | Amical                        | 0 – 0 | 25           | -    |         |
| Dominique Rocheteau | Attaquant         | 16.11.1977 | Paris             | Bulgarie   | Qualifications Coupe du monde | 3 - 1 | 70           | 38e  |         |
| Dominique Rocheteau | Attaquant         | 11.05.1978 | Toulouse          | Iran       | Amical                        | 2 - 1 | 45           | -    |         |
| Dominique Rocheteau | Attaquant         | 06.06.1978 | Bueno Aires       | Argentine  | Coupe du monde                | 2 - 1 | 90           | -    |         |
| Dominique Rocheteau | Attaquant         | 10.06.1978 | Mar del Plata     | Hongrie    | Coupe du monde                | 3 - 1 | 75           | 42e  |         |